# Schloss Drahthammer

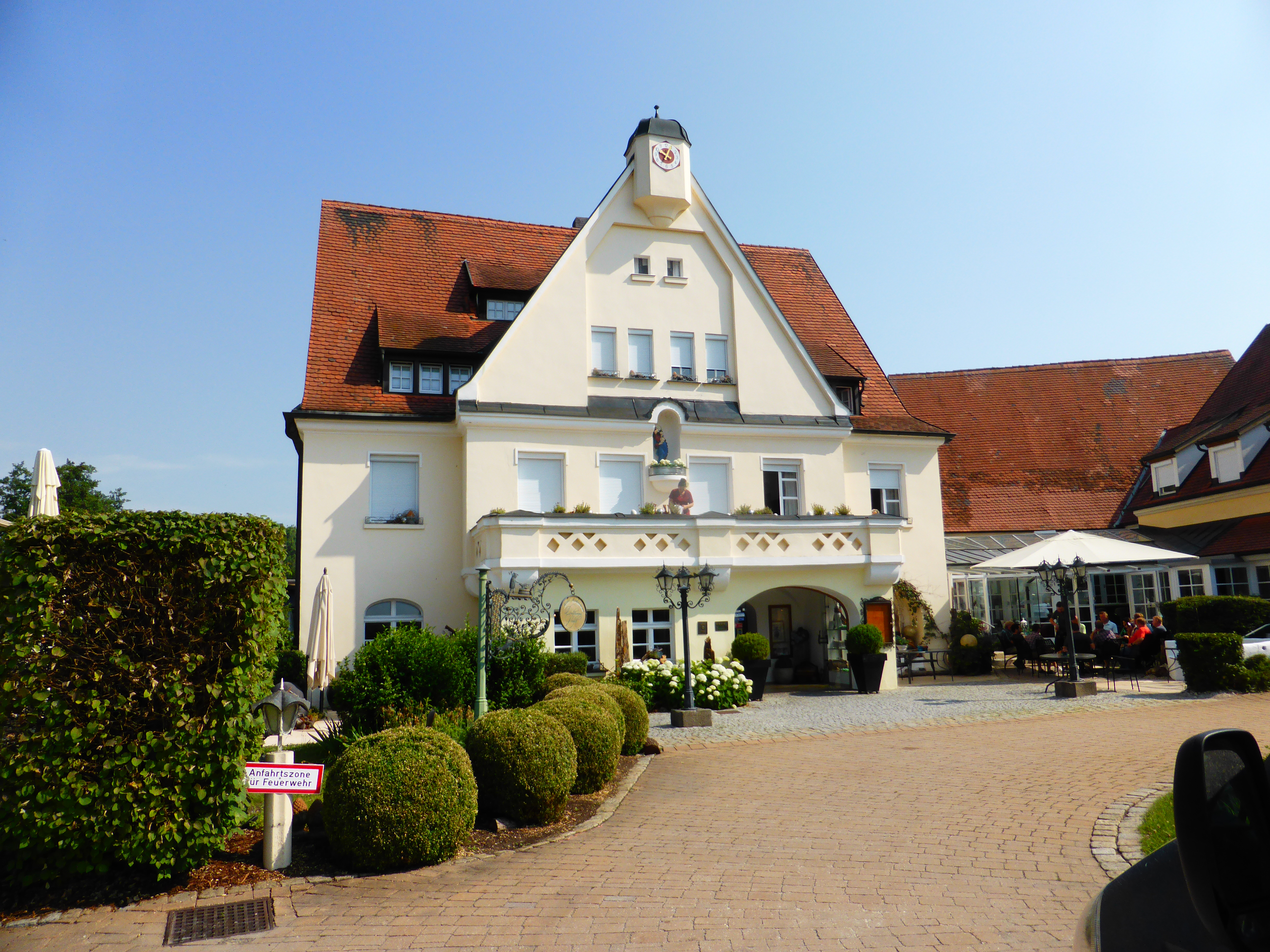
Hotel Drahthammer in Amberg (2019)

Das Schloss Drahthammer ist ein denkmalgeschütztes ehemaliges Hammerschloss in der oberpfälzischen Stadt Amberg in Bayern. Der ehemalige Hammerherrensitz ist teilweise erhalten und beherbergt heute ein Hotel, das sogenannte Drahthammer Schlöß’l. Die Anlage ist unter der Aktennummer D-2-61-000-479 als Baudenkmal verzeichnet.

## Geschichte
Den Amberger Bürgern war von Kaiser Ludwig 1325 das Recht bestätigt worden, dass sie vor keine andere Landschranne geladen werden sollten als „die da heißet zu der Aychenenstauden“, das war südlich von Amberg bei der Neumühle, die später den Namen Drahthammer annahm. Diese Neumühle oder dieser Drahthammer darf nicht mit der Neumühle oberhalb Ambergs verwechselt werden, die schon 1326 zu einem Eisenhammer ausgebaut war.

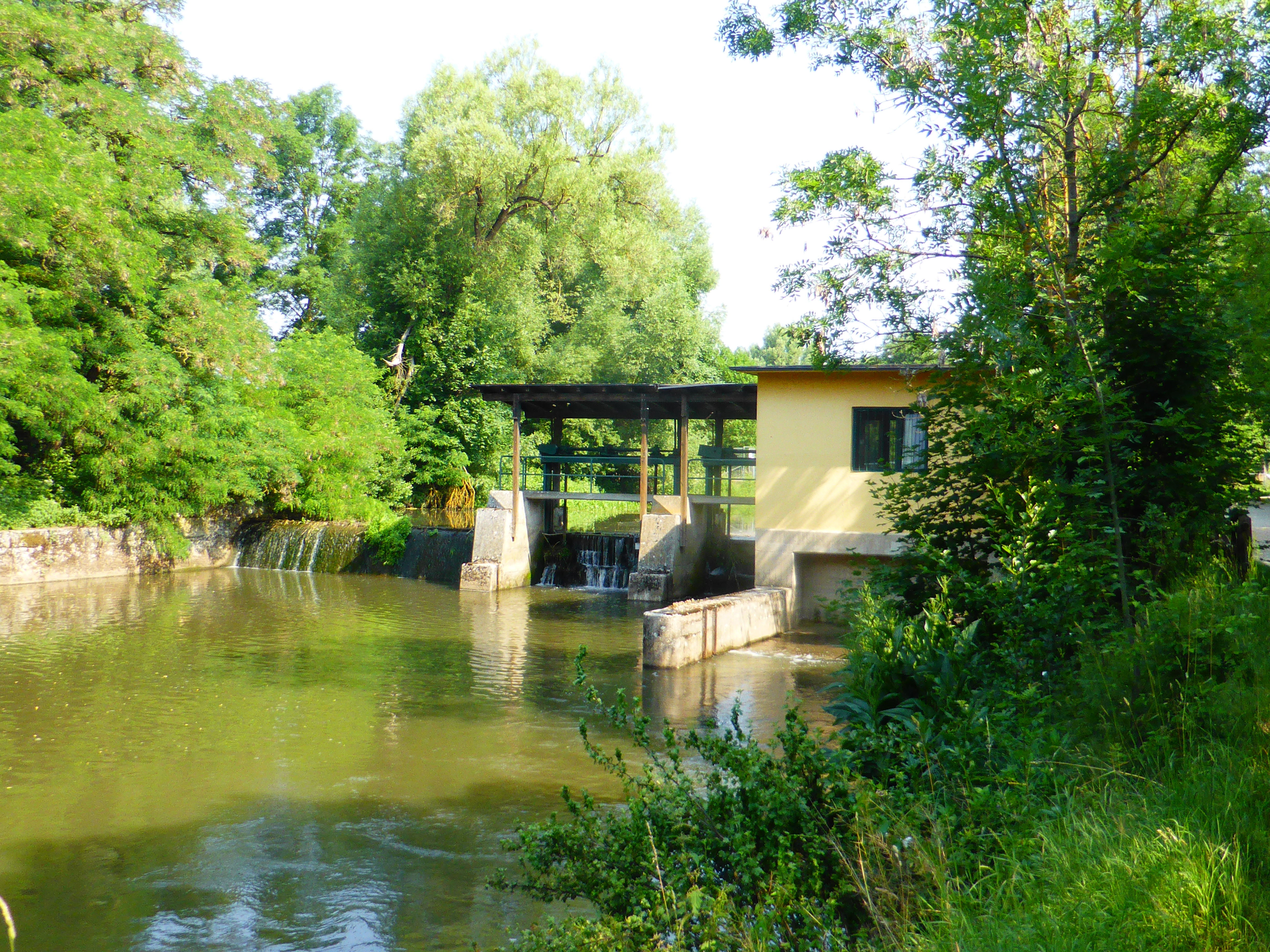
Staustufe in Drahthammer

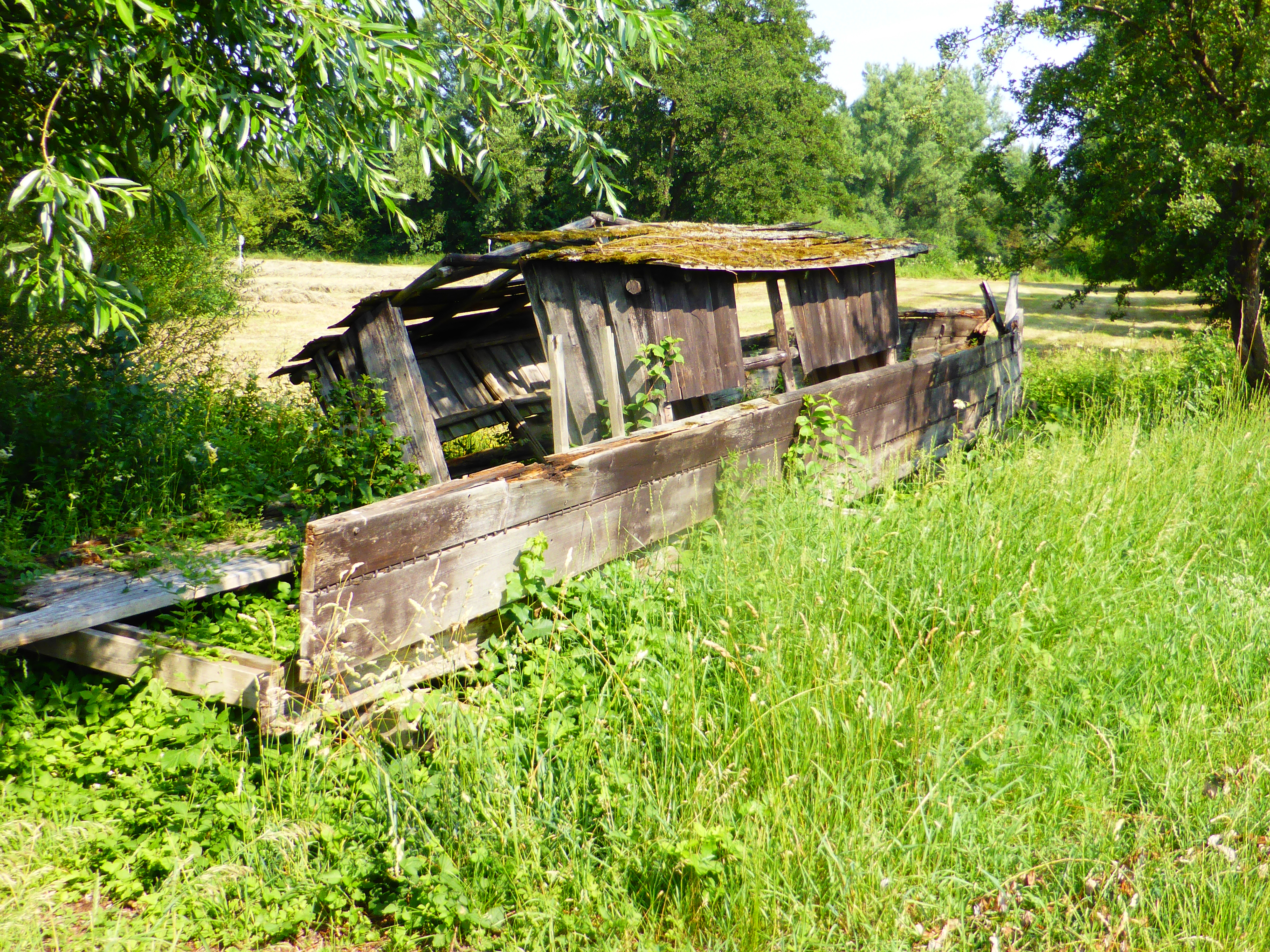
Wrack eines Eisentransportschiffes in Drahthammer

In Drahthammer oder Neuenmühl befand sich also auch ein Eisenwerk, der vom Wasser der Vils gespeist wurde und das wohl auf die Drahtproduktion spezialisiert war; das Werk ist im 17. Jahrhundert abgegangen. Aus einem Bericht des Johann German Barbing an den Kurfürsten Ferdinand Maria vom 16. Januar 1666 heißt es zum Drahthammer: „Tradthammer. Ein  Drahthammer nächst an der Stadt Amberg gelegen, gehört Bürgermeister und Rat allda; das Hammerwerk ist alles zu grunde gegangen und an dessen statt ist eine  Mühle samt  einer „Seeg“ erbaut worden. Zum Wiederaufbau hat die Stadt kein Vermögen.“
In Drahthammer befand sich auch ein Bahnhof der Bahnstrecke Amberg–Schmidmühlen und Bahnstrecke Drahthammer–Lauterhofen.

## Baubeschreibung
Heute steht hier ein zweigeschossiger und giebelständiger Steildachbau mit Fachwerk, Zwerchhaus-Risalit und Altane, errichtet um 1910 im barockisierenden Heimatstil. Der dazugehörende Stadel ist ein giebelständiger Steildachbauaus dem 17. Jahrhundert, der modern stark verändert wurde.